# Colmado Santo Domingo
Colmado Santo Domingo és un petit comerç amb un fort olor a sobrassada de porc negre. És un dels pocs colmados de Palma que han resistit el pas del temps. L’especialització, el tracte familiar i al turisme de qualitat l'han salvat de desaparèixer davant de les grans superfícies i supermercats. Està situat al carrer de Sant Domingo, núm. 1, Palma, Mallorca.    
Va ser fundat el 1886 amb el nom de Colmado Londres. El 1960 va passar a anomenar-se Fruiteria Londres i el 1986 va canviar el seu nom a Colmado de Santo Domingo quan el matrimoni que el regentava es va jubilar i el va traspassar a Pedro Amengual.
Pedro Miguel, fill de Pedro Amengual, el 2019 es posa al capdavant del negoci. És la segona generació d’aquesta botiga plena d’aliments tradicionals de l’illa de Mallorca, on podem trobar embotits, formatges, pa de figues, vins i licors típics de l’illa.
El local té una petita façana sense expositors exteriors ni vitralls. Els productes pengen a l’aire lliure. A l’interior, que és molt petit, 8 metres de llarg, hi ha prestatgeries de fusta a cada costat amb els productes i embotits, que també pengen del sòtil. Hi ha un petit taulell per vendre els productes.